# Stefano Pedica
Stefano Pedica (Roma, 13 ottobre 1957) è un politico italiano.

## Biografia
Pedica ha una formazione in geologia ed è stato funzionario della SCAC, Società calcestruzzi.

### Democrazia Cristiana e nelle sue diaspore
Allievo di Francesco Cossiga, inizia la sua militanza nella Democrazia Cristiana (DC), diventano assistente parlamentare di Francesco D'Onofrio.
Nel 1994, dopo lo scioglimento della DC, aderisce con D'Onofrio nel Centro Cristiano Democratico (CCD) di Pier Ferdinando Casini, dove diventa capo della sua segreteria.
Nel 1998 raccoglie l'appello del Presidente emerito della Repubblica Francesco Cossiga, abbandonando il CCD assieme a Clemente Mastella per seguire Cossiga nell'Unione Democratica per la Repubblica (UDR), a sostegno dei governi di centro-sinistra, divenendo consigliere del ministro per i rapporti con il Parlamento UDR Gianguido Folloni.
Dopo lo scioglimento dell'UDR (1999), passa prima all'Unione per la Repubblica di Cossiga e poi a Democrazia Europea di Andreotti e Sergio D'Antoni.
A febbraio 2000 Pedica dà vita, insieme ad Alessandro Meluzzi (un altro ex UDR), ai "Cristiano Democratici Europei", un movimento di ispirazione centrista, presente soprattutto nel Lazio, che aderisce all'Unione Democratici per l'Europa (UDEUR) di Mastella.
Si candida alle elezioni europee del 2004 per il Patto Segni Scognamiglio, ottenendo 164 preferenze nella circoscrizione Italia nord-occidentale e 865 nella circoscrizione Italia centrale.
Negli anni successivi si avvicinò al progetto della nuova Democrazia Cristiana per le Autonomie di Gianfranco Rotondi, per staccarsene dopo la scelta di questo per il centro-destra, e approdò infine all'Italia dei Valori.

### Parlamentare dell'Italia dei Valori
Alle elezioni politiche del 2006 è eletto deputato alla Camera nella lista IdV della circoscrizione Lombardia 1, subentrando in seguito alle dimissioni di Giorgio Calò, nel frattempo nominato sottosegretario. Antonio Di Pietro lo nomina capo gabinetto del ministero Infrastrutture.
Nella XVI Legislatura viene eletto al Senato della Repubblica, sempre nelle liste dell'Italia dei Valori. Nel novembre 2012 lascia l'Italia dei Valori seguendo Massimo Donadi e Aniello Formisano nel movimento "Diritti e Libertà" che alle elezioni politiche del 2013 forma la lista Centro Democratico, per cui Pedica è candidato non eletto nella circoscrizione Lazio 1.

### Partito Democratico
Nel 2013, dopo le elezioni, Pedica fonda il movimento "Cantiere Democratico". Nello stesso anno il movimento entra a far parte del Partito Democratico.
Pedica è stato inoltre nominato membro della direzione regionale del Lazio. Nel febbraio 2016 si presenta alle primarie del centrosinistra per scegliere il candidato sindaco di Roma, arrivando al quinto posto su sei concorrenti, con l'1,4% dei voti.